# Repêchage d'entrée dans la LNH 1982
1981 1983
Le repêchage d'entrée dans la Ligue nationale de hockey 1982 a eu lieu au Forum de Montréal (Québec).

## Sélections par tour
Les sigles suivants seront utilisés dans les tableaux pour parler des ligues mineures:
- LHO : Ligue de hockey de l'Ontario.
- LHJMQ : Ligue de hockey junior majeur du Québec.
- NCAA : National Collegiate Athletic Association
- LHOu : Ligue de hockey de l'Ouest
- Extraliga : Championnat de Tchécoslovaquie de hockey sur glace
- SM-liiga : Championnat de Finlande de hockey sur glace
- Elitserien  : Championnat de Suède de hockey sur glace
- Superliga : Championnat de Russie de hockey sur glace

### 1ertour
| Rang | Équipe LNH               | Nationalité | Joueur             | Repêché de                                     |
| ---- | ------------------------ | ----------- | ------------------ | ---------------------------------------------- |
| 1    | Bruins de Boston         | Canada      | Gord Kluzak        | Bighorns de Billings (LHOu)                    |
| 2    | North Stars du Minnesota | Canada      | Brian Bellows      | Rangers de Kitchener (LHO)                     |
| 3    | Maple Leafs de Toronto   | Canada      | Gary Nylund        | Winter Hawks de Portland (LHOu)                |
| 4    | Flyers de Philadelphie   | Canada      | Ron Sutter         | Broncos de Lethbridge (LHOu)                   |
| 5    | Capitals de Washington   | Canada      | Scott Stevens      | Rangers de Kitchener (LHO)                     |
| 6    | Sabres de Buffalo        | États-Unis  | Phil Housley       | École secondaire de South St. Paul (Minnesota) |
| 7    | Black Hawks de Chicago   | Canada      | Ken Yaremchuk      | Winter Hawks de Portland (LHOu)                |
| 8    | Devils du New Jersey     | Canada      | Rocky Trottier     | Bighorns de Billings (LHOu)                    |
| 9    | Sabres de Buffalo        | Canada      | Paul Cyr           | Cougars de Victoria (LHOu)                     |
| 10   | Penguins de Pittsburgh   | Canada      | Rich Sutter        | Broncos de Lethbridge (LHOu)                   |
| 11   | Canucks de Vancouver     | Canada      | Michel Petit       | Castors de Sherbrooke (LHJMQ)                  |
| 12   | Jets de Winnipeg         | Canada      | Jim Kyte           | Royals de Cornwall (LHO)                       |
| 13   | Nordiques de Québec      | Canada      | David Shaw         | Rangers de Kitchener (LHO)                     |
| 14   | Whalers de Hartford      | Canada      | Paul Lawless       | Spitfires de Windsor (LHO)                     |
| 15   | Rangers de New York      | Canada      | Christopher Kontos | Marlboros de Toronto (LHO)                     |
| 16   | Sabres de Buffalo        | Canada      | Dave Andreychuk    | Generals d'Oshawa (LHO)                        |
| 17   | Red Wings de Détroit     | Canada      | Murray Craven      | Tigers de Medicine Hat (LHOu)                  |
| 18   | Devils du New Jersey     | Canada      | Ken Daneyko        | Breakers de Seattle (LHOu)                     |
| 19   | Canadiens de Montréal    | Canada      | Alain Héroux       | Saguenéens de Chicoutimi (LHJMQ)               |
| 20   | Oilers d'Edmonton        | Canada      | Jim Playfair       | Winter Hawks de Portland (LHOu)                |
| 21   | Islanders de New York    | Canada      | Patrick Flatley    | Badgers du Wisconsin (NCAA)                    |

### 2etour
| Rang | Équipe LNH             | Nationalité     | Joueur           | Repêché de                                     |
| ---- | ---------------------- | --------------- | ---------------- | ---------------------------------------------- |
| 22   | Bruins de Boston       | Canada          | Brian Curran     | Winter Hawks de Portland (LHOu)                |
| 23   | Red Wings de Détroit   | Canada          | Yves Courteau    | Voisins de Laval (LHJMQ)                       |
| 24   | Maple Leafs de Toronto | Canada          | Gary Leeman      | Pats de Regina (LHOu)                          |
| 25   | Maple Leafs de Toronto | Tchécoslovaquie | Peter Ihnacak    | HC Sparta Prague (Extraliga)                   |
| 26   | Sabres de Buffalo      | États-Unis      | Mike Anderson    | École secondaire de North St. Paul (Minnesota) |
| 27   | Kings de Los Angeles   | Canada          | Mike Heidt       | Wranglers de Calgary (LHOu)                    |
| 28   | Black Hawks de Chicago | Canada          | René Badeau      | Remparts de Québec (LHJMQ)                     |
| 29   | Flames de Calgary      | Canada          | Dave Reierson    | Raiders de Prince Albert (LHJS)                |
| 30   | Sabres de Buffalo      | Suède           | Jens Johansson   | Piteå IF (Elitserien)                          |
| 31   | Canadiens de Montréal  | Canada          | Jocelyn Gauvreau | Bisons de Granby (LHJMQ)                       |
| 32   | Canadiens de Montréal  | États-Unis      | Kent Carlson     | Saints de St. Lawrence (NCAA)                  |
| 33   | Canadiens de Montréal  | États-Unis      | David Maley      | École secondaire de Edina (Minnesota)          |
| 34   | Nordiques de Québec    | Canada          | Paul Gillis      | Flyers de Niagara Falls (LHO)                  |
| 35   | Whalers de Hartford    | Canada          | Mark Paterson    | 67's d'Ottawa (LHO)                            |
| 36   | Rangers de New York    | Finlande        | Tomas Sandström  | Färjestads BK (Elitserien)                     |
| 37   | Islanders de New York  | Canada          | Richard Kromm    | Winter Hawks de Portland (LHOu)                |
| 38   | Penguins de Pittsburgh | Canada          | Tim Hrynewich    | Wolves de Sudbury (LHO)                        |
| 39   | Bruins de Boston       | Canada          | Lyndon Byers     | Pats de Regina (LHOu)                          |
| 40   | Canadiens de Montréal  | États-Unis      | Scott Sandelin   | École secondaire Hibbing (Minnesota)           |
| 41   | Oilers d'Edmonton      | Canada          | Steve Graves     | Greyhounds de Sault Ste. Marie (LHO)           |
| 42   | Islanders de New York  | Canada          | Vern Smith       | Broncos de Lethbridge (LHOu)                   |

### 3etour
| Rang | Équipe LNH               | Nationalité     | Joueur          | Repêché de                                           |
| ---- | ------------------------ | --------------- | --------------- | ---------------------------------------------------- |
| 43   | Devils du New Jersey     | Canada          | Pat Verbeek     | Wolves de Sudbury (LHO)                              |
| 44   | Red Wings de Détroit     | Canada          | Carmine Vani    | Canadians de Kingston (LHO)                          |
| 45   | Maple Leafs de Toronto   | Canada          | Ken Wregget     | Broncos de Lethbridge (LHOu)                         |
| 46   | Flyers de Philadelphie   | Tchécoslovaquie | Miroslav Dvořák | HC České Budějovice (Extraliga)                      |
| 47   | Flyers de Philadelphie   | Canada          | Bill Campbell   | Juniors de Montréal (LHJMQ)                          |
| 48   | Kings de Los Angeles     | Canada          | Steve Séguin    | Canadians de Kingston (LHO)                          |
| 49   | Black Hawks de Chicago   | Canada          | Tom McMurchy    | Wheat Kings de Brandon (LHOu)                        |
| 50   | Blues de Saint-Louis     | Canada          | Mike Posavad    | Petes de Peterborough (LHO)                          |
| 51   | Flames de Calgary        | États-Unis      | Jim Laing       | Golden Knights de Clarkson (NCAA)                    |
| 52   | Penguins de Pittsburgh   | Canada          | Troy Loney      | Broncos de Lethbridge (LHOu)                         |
| 53   | Canucks de Vancouver     | Canada          | Yves Lapointe   | Cataractes de Shawinigan (LHJMQ)                     |
| 54   | Devils du New Jersey     | Canada          | Dave Kasper     | Castors de Sherbrooke (LHJMQ)                        |
| 55   | Nordiques de Québec      | Canada          | Mario Gosselin  | Cataractes de Shawinigan (LHJMQ)                     |
| 56   | Whalers de Hartford      | Canada          | Kevin Dineen    | Pioneers de Denver (NCAA)                            |
| 57   | Rangers de New York      | États-Unis      | Corey Millen    | École secondaire Cloquet (Minnesota)                 |
| 58   | Capitals de Washington   | Tchécoslovaquie | Milan Nový      | HC Kladno (Extraliga)                                |
| 59   | North Stars du Minnesota | États-Unis      | Wally Chapman   | École secondaire de Edina (Minnesota)                |
| 60   | Bruins de Boston         | Canada          | Dave Reid       | Petes de Peterborough (LHO)                          |
| 61   | Canadiens de Montréal    | États-Unis      | Scott Harlow    | École secondaire de East Bridgewater (Massachusetts) |
| 62   | Oilers d'Edmonton        | Canada          | Brent Loney     | Royals de Cornwall (LHO)                             |
| 63   | Islanders de New York    | Canada          | Garry Lacey     | Marlboros de Toronto (LHO)                           |

### 4etour
| Rang | Équipe LNH               | Nationalité     | Joueur           | Repêché de                            |
| ---- | ------------------------ | --------------- | ---------------- | ------------------------------------- |
| 64   | Kings de Los Angeles     | Canada          | Dave Gans        | Generals d'Oshawa (LHO)               |
| 65   | Flames de Calgary        | Canada          | Dave Meszaros    | Marlboros de Toronto (LHO)            |
| 66   | Red Wings de Détroit     | États-Unis      | Craig Coxe       | Saints de St. Albert (LHJA)           |
| 67   | Whalers de Hartford      | Suède           | Ulf Samuelsson   | Leksands IF (Elitserien)              |
| 68   | Sabres de Buffalo        | Finlande        | Timo Jutila      | Tappara Tampere (SM-Liiga)            |
| 69   | Canadiens de Montréal    | États-Unis      | John DeVoe       | École secondaire de Edina (Minnesota) |
| 70   | Black Hawks de Chicago   | Canada          | Bill Watson      | Raiders de Prince Albert (LHJS)       |
| 71   | Canucks de Vancouver     | Canada          | Shawn Kilroy     | Petes de Peterborough (LHO)           |
| 72   | Flames de Calgary        | Canada          | Mark Lamb        | Bighorns de Billings (LHOu)           |
| 73   | Maple Leafs de Toronto   | Tchécoslovaquie | Vladimír Růžička | HC Chemopetrol Litvínov (Extraliga)   |
| 74   | Jets de Winnipeg         | Canada          | Tom Martin       | Buckaroos de Kelowna (LHJCB)          |
| 75   | Jets de Winnipeg         | États-Unis      | Dave Ellett      | Équipe tier II d'Ottawa (LHJCO)       |
| 76   | Nordiques de Québec      | Tchécoslovaquie | Jiri Lala        | Dukla Jihlava (Extraliga)             |
| 77   | Flyers de Philadelphie   | Suède           | Michael Hjalm    | MODO Hockey (Elitserien)              |
| 78   | Rangers de New York      | Canada          | Chris Jensen     | Buckaroos de Kelowna (LHJCB)          |
| 79   | Sabres de Buffalo        | Canada          | Jeff Hamilton    | Friars de Providence (NCAA)           |
| 80   | North Stars du Minnesota | Canada          | Bob Rouse        | Bighorns de Billings (LHOu)           |
| 81   | North Stars du Minnesota | Tchécoslovaquie | Dusan Pasek      | HC Slovan Bratislava (Extraliga)      |
| 82   | Kings de Los Angeles     | Canada          | Dave Ross        | Breakers de Seattle (LHOu)            |
| 83   | Oilers d'Edmonton        | Tchécoslovaquie | Jaroslav Pouzar  | HC České Budějovice (Extraliga)       |
| 84   | Islanders de New York    | Canada          | Alan Kerr        | Breakers de Seattle (LHOu)            |

### 5etour
| Rang | Équipe LNH               | Nationalité     | Joueur           | Repêché de                                         |
| ---- | ------------------------ | --------------- | ---------------- | -------------------------------------------------- |
| 85   | Devils du New Jersey     | États-Unis      | Scott Brydges    | Mariners de St. Paul (Minnesota)                   |
| 86   | Red Wings de Détroit     | Canada          | Brad Shaw        | 67's d'Ottawa (LHO)                                |
| 87   | Maple Leafs de Toronto   | Tchécoslovaquie | Eduard Uvira     | HC České Budějovice (Extraliga)                    |
| 88   | Whalers de Hartford      | Canada          | Ray Ferraro      | Knights de Penticton (LHJCB)                       |
| 89   | Capitals de Washington   | Canada          | Dean Evason      | Oilers de Kamloops (LHOu)                          |
| 90   | Kings de Los Angeles     | Canada          | Darcy Roy        | 67's d'Ottawa (LHO)                                |
| 91   | Black Hawks de Chicago   | Canada          | Brad Beck        | Knights de Penticton (LHJCB)                       |
| 92   | Blues de Saint-Louis     | Canada          | Scott Machej     | Wranglers de Calgary (LHOu)                        |
| 93   | Flames de Calgary        | Canada          | Lou Kiriakou     | Marlboros de Toronto (LHO)                         |
| 94   | Penguins de Pittsburgh   | États-Unis      | Grant Sasser     | Winter Hawks de Portland (LHOu)                    |
| 95   | Kings de Los Angeles     | Suède           | Ulf Isaksson     | AIK Solna (Elitserien)                             |
| 96   | Jets de Winnipeg         | États-Unis      | Tim Mishler      | École secondaire de East Grand Forks (Minnesota)   |
| 97   | Nordiques de Québec      | Canada          | Phil Stanger     | Breakers de Seattle (LHOu)                         |
| 98   | Flyers de Philadelphie   | Canada          | Todd Bergen      | Raiders de Prince Albert (LHJS)                    |
| 99   | Maple Leafs de Toronto   | Canada          | Sylvain Charland | Cataractes de Shawinigan (LHJMQ)                   |
| 100  | Sabres de Buffalo        | Canada          | Bob Logan        | Équipe junior du West Island (Québec)              |
| 101  | North Stars du Minnesota | États-Unis      | Marty Wiitala    | École secondaire Superior (Wisconsin)              |
| 102  | Bruins de Boston         | Canada          | Bob Nicholson    | Knights de London (LHO)                            |
| 103  | Canadiens de Montréal    | États-Unis      | Kevin Houle      | École secondaire de Acton-Boxboro (Massachussetts) |
| 104  | Oilers d'Edmonton        | Canada          | Dwayne Boettger  | Marlboros de Toronto (LHO)                         |
| 105  | Islanders de New York    | Canada          | René Breton      | Bisons de Granby (LHJMQ)                           |

### 6etour
| Rang | Équipe LNH               | Nationalité          | Joueur           | Repêché de                                        |
| ---- | ------------------------ | -------------------- | ---------------- | ------------------------------------------------- |
| 106  | Devils du New Jersey     | Canada               | Mike Moher       | Rangers de Kitchener (LHO)                        |
| 107  | Red Wings de Détroit     | Canada               | Claude Vilgrain  | Voisins de Laval (LHJMQ)                          |
| 108  | Maple Leafs de Toronto   | Canada               | Ron Dreger       | Blades de Saskatoon (LHOu)                        |
| 109  | Whalers de Hartford      | Allemagne de l'Ouest | Randy Gilhen     | Warriors de Winnipeg (LHOu)                       |
| 110  | Capitals de Washington   | Canada               | Ed Kastelic      | Knights de London (LHO)                           |
| 111  | Sabres de Buffalo        | États-Unis           | Jeff Parker      | Mariner de St. Paul (Minnesota)                   |
| 112  | Black Hawks de Chicago   | États-Unis           | Mark Hatcher     | Flyers de Niagara Falls (LHO)                     |
| 113  | Blues de Saint-Louis     | Canada               | Perry Ganchar    | Blades de Saskatoon (LHOu)                        |
| 114  | Flames de Calgary        | Canada               | Jeff Vaive       | 67's d'Ottawa (LHO)                               |
| 115  | Maple Leafs de Toronto   | États-Unis           | Craig Kales      | Flyers de Niagara Falls (LHO)                     |
| 116  | Canucks de Vancouver     | Canada               | Taylor Hall      | Pats de Regina (LHOu)                             |
| 117  | Canadiens de Montréal    | États-Unis           | Ernie Vargas     | École secondaire de Coon Rapids (Minnesota)       |
| 118  | Flames de Calgary        | Suède                | Mats Kihlström   | Södertälje SK (Elitserien)                        |
| 119  | Flyers de Philadelphie   | Canada               | Ron Hextall      | Wheat Kings de Brandon (LHOu)                     |
| 120  | Rangers de New York      | États-Unis           | Tony Granato     | Northwood Prep (New York)                         |
| 121  | Sabres de Buffalo        | Suède                | Jacob Gustavsson | Almtuna IS (Elitserien)                           |
| 122  | North Stars du Minnesota | États-Unis           | Todd Carlile     | École secondaire de North St. Paul (Minnesota)    |
| 123  | Bruins de Boston         | États-Unis           | Bob Sweeney      | École secondaire de Acton-Boxboro (Massachusetts) |
| 124  | Canadiens de Montréal    | Canada               | Mike Dark        | Équipe junior B de Sarnia (LHJSO)                 |
| 125  | Oilers d'Edmonton        | Finlande             | Raimo Summanen   | Reipas (SM-Liiga)                                 |
| 126  | Islanders de New York    | Canada               | Roger Kortko     | Blades de Saskatoon (LHOu)                        |

### 7etour
| Rang | Équipe LNH               | Nationalité      | Joueur             | Repêché de                                   |
| ---- | ------------------------ | ---------------- | ------------------ | -------------------------------------------- |
| 127  | Devils du New Jersey     | Canada           | Paul Fulcher       | Knights de London (LHO)                      |
| 128  | Red Wings de Détroit     | États-Unis       | Greg Hudas         | Royals de Redford (LHJAN)                    |
| 129  | Maple Leafs de Toronto   | États-Unis       | Dominic Campedelli | École secondaire de Cohasset (Massachusetts) |
| 130  | Whalers de Hartford      | États-Unis       | Jim Johannson      | École secondaire Rochester Mayo (Minnesota)  |
| 131  | Nordiques de Québec      | Canada           | Daniel Poudrier    | Cataractes de Shawinigan (LHJMQ)             |
| 132  | Kings de Los Angeles     | Union soviétique | Viktor Netchaïev   | SKA Leningrad (Superliga)                    |
| 133  | Black Hawks de Chicago   | États-Unis       | Jay Ness           | École secondaire de Roseau (Minnesota)       |
| 134  | Blues de Saint-Louis     | Canada           | Doug Gilmour       | Royals de Cornwall (LHO)                     |
| 135  | Flames de Calgary        | Canada           | Brad Ramsden       | Petes de Peterborough (LHO)                  |
| 136  | Penguins de Pittsburgh   | Canada           | Grant Couture      | Broncos de Lethbridge (LHOu)                 |
| 137  | Canucks de Vancouver     | Canada           | Parie Proft        | Wranglers de Calgary (LHOu)                  |
| 138  | Jets de Winnipeg         | États-Unis       | Derek Ray          | équipe junior B de Seattle (LHJAN)           |
| 139  | Maple Leafs de Toronto   | Canada           | Jeff Triano        | Marlboros de Toronto (LHO)                   |
| 140  | Flyers de Philadelphie   | Canada           | Dave Brown         | Blades de Saskatoon (LHOu)                   |
| 141  | Rangers de New York      | Union soviétique | Sergueï Kapoustine | HC Spartak Moscou (Superliga)                |
| 142  | Sabres de Buffalo        | Canada           | Allen Bishop       | Flyers de Niagara Falls (LHO)                |
| 143  | North Stars du Minnesota | Union soviétique | Viktor Jlouktov    | CSKA Moscou (Superliga)                      |
| 144  | Bruins de Boston         | Canada           | John Meulenbroeks  | Alexanders de Brantford (LHO)                |
| 145  | Canadiens de Montréal    | Finlande         | Hannu Järvenpää    | Kärpät Oulu (SM-Liiga)                       |
| 146  | Oilers d'Edmonton        | Canada           | Brian Small        | 67's d'Ottawa (LHO)                          |
| 147  | Islanders de New York    | États-Unis       | John Tiano         | École secondaire Winthrop (Massachusetts)    |

### 8etour
| Rang | Équipe LNH               | Nationalité | Joueur            | Repêché de                                      |
| ---- | ------------------------ | ----------- | ----------------- | ----------------------------------------------- |
| 148  | Devils du New Jersey     | Canada      | John Hutchings    | Generals d'Oshawa (LHO)                         |
| 149  | Red Wings de Détroit     | Canada      | Pat Lahey         | Spitfires de Windsor (LHO)                      |
| 150  | Canadiens de Montréal    | États-Unis  | Steve Smith       | Saints de St. Lawrence (NCAA)                   |
| 151  | Whalers de Hartford      | États-Unis  | Mickey Krampotich | École secondaire Hibbing (Minnesota)            |
| 152  | Capitals de Washington   | Canada      | Wally Schreiber   | Pats de Regina (LHOu)                           |
| 153  | Kings de Los Angeles     | Suède       | Peter Helander    | HC Slavia Prague (Extraliga)                    |
| 154  | Black Hawks de Chicago   | Canada      | Jeff Smith        | Knights de London (LHO)                         |
| 155  | Blues de Saint-Louis     | États-Unis  | Chris Delaney     | Eagles de Boston College (NCAA)                 |
| 156  | Flames de Calgary        | Canada      | Roy Myllari       | Royals de Cornwall (LHO)                        |
| 157  | Penguins de Pittsburgh   | Canada      | Peter Derksen     | Winter Hawks de Portland (LHOu)                 |
| 158  | Canucks de Vancouver     | Canada      | Newell Brown      | Wolverines du Michigan (NCAA)                   |
| 159  | Jets de Winnipeg         | États-Unis  | Guy Gosselin      | École secondaire Rochester Marshall (Minnesota) |
| 160  | Rangers de New York      | États-Unis  | Brian Glynn       | Sabres junior de Buffalo (LHJAN)                |
| 161  | Flyers de Philadelphie   | Canada      | Alain Lavigne     | Cataractes de Shawinigan (LHJMQ)                |
| 162  | Rangers de New York      | Suède       | Jan Karlssön      | IFK Kiruna (Elitserien)                         |
| 163  | Sabres de Buffalo        | Canada      | Claude Verret     | Draveurs de Trois-Rivières (LHJMQ)              |
| 164  | North Stars du Minnesota | États-Unis  | Paul Miller       | École secondaire Crookston (Minnesota)          |
| 165  | Bruins de Boston         | Canada      | Tony Fiore        | Juniors de Montréal (LHJMQ)                     |
| 166  | Canadiens de Montréal    | États-Unis  | Tom Kolioupoulos  | École secondaire Fraser (Minnesota)             |
| 167  | Oilers d'Edmonton        | Canada      | Deane Clark       | Saints de St. Albert (LHJA)                     |
| 168  | Islanders de New York    | États-Unis  | Todd Okerlund     | École secondaire de Burnsville (Minnesota)      |

### 9etour
| Rang | Équipe LNH               | Nationalité     | Joueur                             | Repêché de                                     |
| ---- | ------------------------ | --------------- | ---------------------------------- | ---------------------------------------------- |
| 169  | Devils du New Jersey     | Angleterre      | Alan Hepple \| 67's d'Ottawa (LHO) |                                                |
| 170  | Red Wings de Détroit     | Canada          | Gary Cullen                        | Big Red de Cornell (NCAA)                      |
| 171  | Maple Leafs de Toronto   | Tchécoslovaquie | Miroslav Ihnacak                   | HC Košice (Extraliga)                          |
| 172  | Whalers de Hartford      | Canada          | Kevin Skilliter                    | Royals de Cornwall (LHO)                       |
| 173  | Capitals de Washington   | Canada          | Jamie Reeve                        | Blades de Saskatoon (LHOu)                     |
| 174  | Kings de Los Angeles     | Canada          | Dave Chartier                      | Blades de Saskatoon ([LHOu)                    |
| 175  | Black Hawks de Chicago   | Canada          | Phil Patterson                     | 67's d'Ottawa (LHO)                            |
| 176  | Blues de Saint-Louis     | États-Unis      | Matt Christensen                   | École secondaire Aurora-Hoyt Lakes (Minnesota) |
| 177  | Flames de Calgary        | Canada          | Ted Pearson                        | Badgers du Wisconsin (NCAA)                    |
| 178  | Penguins de Pittsburgh   | Canada          | Greg Gravel                        | Spitfires de Windsor (LHO)                     |
| 179  | Canucks de Vancouver     | Canada          | Don McLaren                        | 67's d'Ottawa (LHO)                            |
| 180  | Jets de Winnipeg         | États-Unis      | Tom Ward                           | École secondaire Richfield (Minnesota)         |
| 181  | Nordiques de Québec      | Canada          | Mike Hough                         | Rangers de Kitchener (LHO)                     |
| 182  | Flyers de Philadelphie   | Suède           | Magnus Roupe                       | Färjestads BK (Elitserien)                     |
| 183  | Rangers de New York      | États-Unis      | Kelly Miller                       | Spartans de Michigan State (NCAA)              |
| 184  | Sabres de Buffalo        | Canada          | Rob Norman                         | Royals de Cornwall (LHO)                       |
| 185  | North Stars du Minnesota | États-Unis      | Pat Micheletti                     | École secondaire Hibbing (Minnesota)           |
| 186  | Bruins de Boston         | Canada          | Doug Kostynski                     | Oilers junior de Kamloops (LHOu)               |
| 187  | Canadiens de Montréal    | États-Unis      | Brian Williams                     | Musketeers de Sioux City (USHL)                |
| 188  | Oilers d'Edmonton        | Canada          | Ian Wood                           | Knights de Penticton (LHJCB)                   |
| 189  | Islanders de New York    | Canada          | Gordon Paddock                     | Saskatoon (LHJS)                               |

### 10etour
| Rang | Équipe LNH               | Nationalité     | Joueur           | Repêché de                                |
| ---- | ------------------------ | --------------- | ---------------- | ----------------------------------------- |
| 190  | Devils du New Jersey     | Canada          | Brent Shaw       | Breakers de Seattle (LHOu)                |
| 191  | Red Wings de Détroit     | Canada          | Brent Meckling   | Canucks de Calgary (LHJA)                 |
| 192  | Maple Leafs de Toronto   | Canada          | Leigh Verstraete | Wranglers de Calgary (LHOu)               |
| 193  | Rangers de New York      | Finlande        | Simo Saarinen    | HIFK (SM-Liiga)                           |
| 194  | Capitals de Washington   | Finlande        | Juha Nurmi       | Tappara Tampere (SM-Liiga)                |
| 195  | Kings de Los Angeles     | États-Unis      | John Franzosa    | Bears de Brown (NCAA)                     |
| 196  | Black Hawks de Chicago   | Canada          | Jim Camazzola    | Knights de Penticton (LHJCB)              |
| 197  | Blues de Saint-Louis     | États-Unis      | John Shumski     | Engineers de Rensselaer (NCAA)            |
| 198  | Flames de Calgary        | Canada          | Jim Uens         | Generals d'Oshawa (LHO)                   |
| 199  | Penguins de Pittsburgh   | Canada          | Stu Wenaas       | Warriors de Winnipeg (LHOu)               |
| 200  | Canucks de Vancouver     | Canada          | Al Raymond       | Flyers de Niagara Falls (LHO)             |
| 201  | Jets de Winnipeg         | Canada          | Mike Savage      | Wolves de Sudbury (LHO)                   |
| 202  | Nordiques de Québec      | Tchécoslovaquie | Vincent Lukáč    | HC Košice (Extraliga)                     |
| 203  | Flyers de Philadelphie   | États-Unis      | Tom Allen        | Huskies de Michigan Tech (NCAA)           |
| 204  | Rangers de New York      | Canada          | Bob Lowes        | Raiders de Prince Albert (LHJS)           |
| 205  | Sabres de Buffalo        | Canada          | Mike Craig       | Bighorns de Billings (LHOu)               |
| 206  | North Stars du Minnesota | Tchécoslovaquie | Arnold Kadlec    | HC Chemopetrol Litvínov (Extraliga)       |
| 207  | Bruins de Boston         | Canada          | Tony Gilliard    | Flyers de Niagara Falls (LHO)             |
| 208  | Canadiens de Montréal    | États-Unis      | Robert Emery     | École secondaire Matignon (Massachusetts) |
| 209  | Oilers d'Edmonton        | Canada          | Grant Dion       | Cowichan Valley (LHJCB)                   |
| 210  | Islanders de New York    | Canada          | Eric Faust       | École secondaire Henry Carr (Toronto)     |

### 11etour
| Rang | Équipe LNH               | Nationalité | Joueur         | Repêché de                                       |
| ---- | ------------------------ | ----------- | -------------- | ------------------------------------------------ |
| 211  | Devils du New Jersey     | États-Unis  | Scott Fusco    | Crimson d'Harvard (NCAA)                         |
| 212  | Red Wings de Détroit     | Canada      | Mike Stern     | Generals d'Oshawa (LHO)                          |
| 213  | Maple Leafs de Toronto   | États-Unis  | Tim Loven      | École secondaire de Grand Forks (Dakota du Nord) |
| 214  | Whalers de Hartford      | Suède       | Martin Linse   | Djurgårdens IF (Elitserien)                      |
| 215  | Capitals de Washington   | Canada      | Wayne Prestage | Breakers de Seattle (LHOu)                       |
| 216  | Kings de Los Angeles     | États-Unis  | Ray Shero      | Saints de St. Lawrence (NCAA)                    |
| 217  | Black Hawks de Chicago   | Canada      | Mike James     | 67's d'Ottawa (LHO)                              |
| 218  | Blues de Saint-Louis     | États-Unis  | Brian Ahern    | École secondaire de West St. Paul (Minnesota)    |
| 219  | Flames de Calgary        | États-Unis  | Rick Erdall    | Golden Gophers du Minnesota (NCAA)               |
| 220  | Penguins de Pittsburgh   | Canada      | Chris McCauley | Knights de London (LHO)                          |
| 221  | Canucks de Vancouver     | Canada      | Steve Driscoll | Royals de Cornwall (LHO)                         |
| 222  | Jets de Winnipeg         | Canada      | Bob Shaw       | Knights de Penticton (LHJCB)                     |
| 223  | Nordiques de Québec      | Canada      | André Martin   | Juniors de Montréal (LHJMQ)                      |
| 224  | Flyers de Philadelphie   | Canada      | Rick Gal       | Broncos de Lethbridge (LHOu)                     |
| 225  | Rangers de New York      | États-Unis  | Andy Otto      | Northwood Prep (New York)                        |
| 226  | Sabres de Buffalo        | États-Unis  | Jim Plankers   | École secondaire de Cloquet (Minnesota)          |
| 227  | North Stars du Minnesota | États-Unis  | Scott Knutson  | École secondaire Warroad (Minnesota)             |
| 228  | Bruins de Boston         | Suède       | Tommy Lehman   | Stocksunds IF (Elitserien)                       |
| 229  | Canadiens de Montréal    | Canada      | Darren Acheson | Traders de Fort Saskatchewan (LHJA)              |
| 230  | Oilers d'Edmonton        | Canada      | Chris Smith    | Pats de Regina (LHOu)                            |
| 231  | Islanders de New York    | États-Unis  | Pat Goff       | École secondaire Alexander Ramsey (Minnesota)    |

### 12etour
| Rang | Équipe LNH             | Nationalité     | Joueur             | Repêché de                            |
| ---- | ---------------------- | --------------- | ------------------ | ------------------------------------- |
| 232  | Devils du New Jersey   | États-Unis      | Dan Dorion         | Mavericks de Austin (USHL)            |
| 233  | Red Wings de Détroit   | Canada          | Shaun Reagan       | Alexanders de Brantford (LHO)         |
| 234  | Maple Leafs de Toronto | Canada          | Jim Appleby        | Warriors de Winnipeg (LHOu)           |
| 235  | Whalers de Hartford    | Canada          | Randy Cameron      | Warriors de Winnipeg (LHOu)           |
| 236  | Capitals de Washington | Canada          | Jon Robert Holden  | Petes de Peterborough (LHO)           |
| 237  | Kings de Los Angeles   | Suède           | Mats Ullander      | AIK Solna (Elitserien)                |
| 238  | Black Hawks de Chicago | Canada          | Bob Andrea         | Équipe junior de Dartmouth (LHJNE)    |
| 239  | Blues de Saint-Louis   | États-Unis      | Pete Smith         | Black Bears du Maine (NCAA)           |
| 240  | Flames de Calgary      | Canada          | Dale Thompson      | Canucks de Calgary (LHJA)             |
| 241  | Penguins de Pittsburgh | États-Unis      | Stan Bautch        | École secondaire Hibbing (Minnesota)  |
| 242  | Canucks de Vancouver   | Canada          | Shawn Green        | Cougars de Victoria (LHOu)            |
| 243  | Jets de Winnipeg       | Suède           | John-Urban Ericson | AIK Solna (Elitserien)                |
| 244  | Nordiques de Québec    | Tchécoslovaquie | Jozef Lukac        | HC Košice (Extraliga)                 |
| 245  | Flyers de Philadelphie | États-Unis      | Mark Vichorek      | Musketeers de Sioux City (USHL)       |
| 246  | Rangers de New York    | Canada          | Dwayne Robinson    | Wildcats du New Hampshire (NCAA)      |
| 247  | Capitals de Washington | États-Unis      | Marco Kallas       | équipe junior B de St. Louis (LHJAN)  |
| 248  | Nordiques de Québec    | Tchécoslovaquie | Jan Jasko          | Bratislava Slovan Harvard (Extraliga) |
| 249  | Bruins de Boston       | Canada          | Bruno Campese      | Wildcats de Northern Michigan (NCAA)  |
| 250  | Canadiens de Montréal  | États-Unis      | Bill Brauer        | École secondaire de Edina (Minnesota) |
| 251  | Oilers d'Edmonton      | Canada          | Jeff Crawford      | Pats de Regina (LHOu)                 |
| 252  | Islanders de New York  | Canada          | Jim Koudys         | Wolves de Sudbury (LHO)               |

## Référence
- www.hockeydraftcentral.com